# Maurits Cornelis Escher
Pour les articles homonymes, voir Escher.
Maurits Cornelis Escher, né le 17 juin 1898 à Leeuwarden (Frise) et mort le 27 mars 1972 à Laren (Hollande-Septentrionale), plus couramment nommé M. C. Escher, est un artiste néerlandais, connu pour ses gravures sur bois, manières noires et lithographies souvent inspirées des mathématiques et des motifs de l'art islamique. Au cours de sa vie, il a réalisé 448 estampes, et plus de 2 000 dessins et esquisses. Il a également illustré des livres, des tapisseries, des timbres et des œuvres murales.
Ses œuvres les plus connues représentent des constructions impossibles, des explorations de l'infini, des pavages et des combinaisons de motifs en deux ou trois dimensions qui se transforment graduellement en des formes totalement différentes, défiant les modes habituels de représentation du spectateur. L'œuvre de M. C. Escher a séduit de nombreux mathématiciens à la communauté desquels il se défendait d'appartenir. Il aimait dire à ses admirateurs : « Tout cela n'est rien comparé à ce que je vois dans ma tête ! »

## Biographie

### Enfance et formation
Maurits Cornelis, surnommé « Mauk », est né le 17 juin 1898 à Leeuwarden, en Frise, dans le nord des Pays-Bas, dans une maison qui forme actuellement une partie du musée de céramique Princessehof (en). Il est le plus jeune fils de George Arnold Escher, ingénieur hydraulique, et de sa deuxième épouse, Sara Gleichman. En 1903, la famille déménage à Arnhem, et Maurits Cornelis y suit les enseignements primaire et secondaire jusqu'en 1918.
Escher est un enfant souvent malade et il est placé dans une école spéciale à l'âge de 7 ans ; il redouble la 2e année de son école primaire. Bien qu'il excelle en dessin, ses notes sont généralement faibles. Il suit également des leçons de charpentier et de piano jusqu'à ses 13 ans. En 1919, Escher intègre l'école d'architecture et des arts décoratifs de Haarlem. Il étudie brièvement l'architecture, mais rate un certain nombre de matières (en partie à cause d'une infection cutanée persistante) et change pour les arts décoratifs. Il y étudie sous la direction de Samuel Jessurun de Mesquita, un artiste avec qui il garde le contact jusqu'à ce qu'il soit tué avec sa famille par les nazis en 1944.
En 1922, Escher quitte l'école, ayant acquis une maîtrise du dessin et de la xylographie.

### Vie d'artiste
En 1922, Escher voyage à travers l'Italie (Florence, San Gimignano, Volterra, Sienne, Ravello) et l'Espagne (Madrid, Tolède, Grenade). Il est impressionné par la campagne italienne et, en Espagne, par l'Alhambra, un château maure du XIVe siècle à Grenade. Les détails décoratifs complexes de l'Alhambra, basés sur des formules mathématiques et présentant des motifs répétitifs emboîtés sculptés dans la pierre des murs et des plafonds, ont une profonde influence sur les travaux d'Escher. Il retourne régulièrement en Italie les années suivantes. Il remplit ses cartons de dessins de paysages italiens vus sous des perspectives inhabituelles, ou de minuscules bêtes et plantes observées à la loupe.
En 1923 en Italie, Escher rencontre Jetta Umiker (1897-1969), une Italo-suissesse qu'il épouse en 1924. Le jeune couple s'installe à Rome où naît leur premier fils, Giorgio Arnaldo Escher. Le couple a par la suite deux autres fils : Arthur (né à Rome en 1928) et Jan (né à Bruxelles en 1938).
En 1935, Escher décide de quitter l'Italie en raison du climat politique créé par Mussolini. Escher ne s’intéresse pas à la politique, ne parvenant pas à s'impliquer dans d'autres idéaux que l'expression de ses propres concepts à travers ses moyens artistiques, mais il est opposé au fanatisme et à l'hypocrisie. Quand son fils aîné est contraint, à l'âge de 9 ans, de porter un uniforme du Balilla à l'école, la famille déménage en Suisse, à Château-d'Œx, où elle demeure pendant deux ans.
Escher, très épris des paysages italiens qui étaient sa source d'inspiration, n'est pas heureux en Suisse. En 1937, la famille déménage à nouveau, au Dreve de Carloo 12 à Uccle, dans la banlieue de Bruxelles en Belgique. La Seconde Guerre mondiale les contraint à déménager encore et l'artiste décide de retourner aux Pays-Bas en janvier 1941, cette fois-ci à Baarn, où Escher vit de 1941 à 1956 au Nicolaas Beetslaan 20, puis de 1956 à 1970 dans une maison qu'il se fait construire au Van Heemstralaan 28. La plupart des œuvres connues d'Escher datent de cette période ; le temps nuageux, froid et humide des Pays-Bas lui permet de se concentrer entièrement sur son travail, et c'est seulement en 1962, quand il doit subir une opération chirurgicale, qu'il connaît une période de pause dans sa création.
Escher s'installe à la maison de Rosa Spier (nl) à Laren en 1970, une maison de retraite pour artistes où il peut avoir un atelier personnel. Il y meurt le 27 mars 1972.

## Travaux
Parmi les exemples les plus connus de son travail, on compte Dessiner, un dessin où deux mains se dessinent l'une l'autre, Le ciel et la mer dans lequel des jeux d'ombre et de lumière transforment des poissons dans l'eau en oiseaux dans le ciel, et Montée et descente où des files de gens montent et descendent des escaliers dans des boucles infinies, sur une construction qui, bien qu'impossible à construire, peut être dessinée en utilisant des astuces de perspective. On peut le remarquer dans Maison aux escaliers, qui comporte deux points de fuite au lieu d'un seul pour donner une impression d'infini. C'est aussi dans cette œuvre qu'apparaissent les célèbres robots enrouleurs.

### L'influence des motifs de l'art islamique
Après avoir étudié la gravure à Haarlem, Escher se rend en Andalousie en 1922. S'il copie les pavages des murs de l'Alhambra de Grenade ainsi que de la mosquée-cathédrale de Cordoue, il ne les réutilise pas sur ses gravures avant sa seconde visite en 1936. À son retour, il montre en effet Metamorphosis I, sa première gravure sur bois présentant des pavages, à son demi-frère Berend. Celui-ci lui suggère de trouver davantage d'informations dans de la littérature spécialisée, et c'est ainsi qu'il fait la découverte des 17 groupes de symétrie plane que le mathématicien hongrois George Pólya a réunis, ainsi qu'une publication du cristallographe allemand Friedrich Haag (en). Pendant la seconde Guerre mondiale, Escher commence à travailler avec ces groupes abstraits, les explorant et les modifiant jusqu'à ce qu'il puisse créer des figures reconnaissables,.

### L'influence des mathématiques

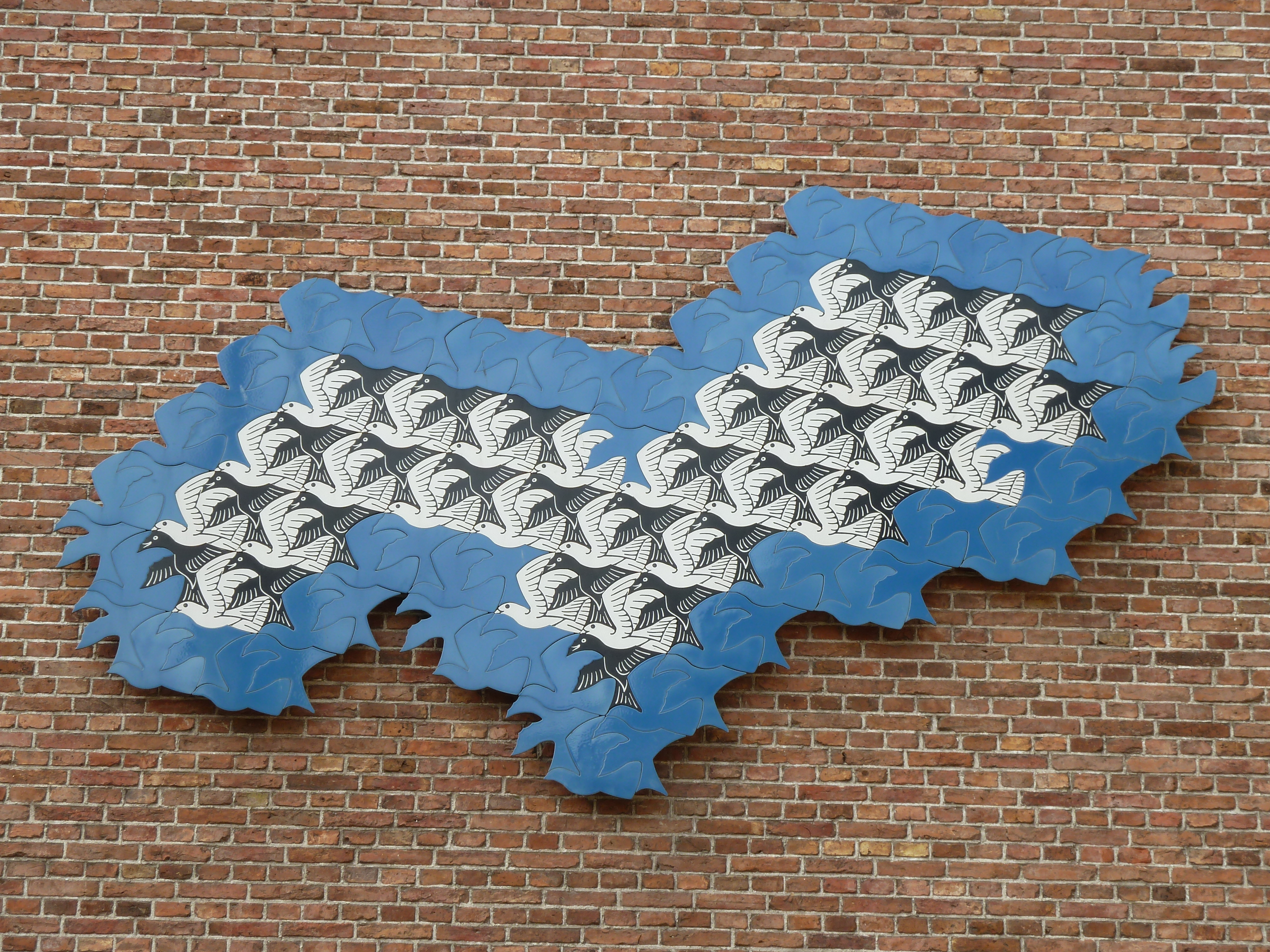
Tableau mural reproduisant un des pavages d'Escher, au musée de la céramique de Leeuwarden.

Le travail d'Escher possède une importante composante mathématique, telle que le ruban de Möbius, et nombre des mondes qu'il a dessinés sont articulés autour d'objets impossibles tels que le cube de Necker et le triangle de Penrose. Sa rencontre et son amitié pour le mathématicien britannique Roger Penrose furent décisives dans ses apports aux arts graphiques. Il s'intéressa ainsi aux pavages du plan (s'inspirant entre autres de ceux de l'Alhambra) et, à la suite de sa rencontre avec le mathématicien Harold Coxeter, aux pavages du plan hyperbolique, les transformant en remplaçant leurs motifs par des figures d'animaux ou de plantes.

### La perspective cylindrique
Il effectue également des travaux sur la perspective cylindrique. Il démontre simplement avec l'exemple d'un homme allongé sous un double fil électrique que la perspective avec des droites partant vers un point de fuite est fausse. Les lignes sont en effet courbes, puisqu'elles se croisent d'un côté comme de l'autre de l'observateur en tendant vers l'infini.
Le tableau inachevé Exposition d'estampes a récemment été résolu par une équipe de mathématiciens de l'Université de Leyde : le vide laissé au centre du tableau a été comblé à l'aide de la grille de torsion utilisée par Escher et plusieurs fonctions de dilatation et de projection en utilisant, semble-t-il, la surface de Riemann.

## Grandes périodes artistiques
Les commentateurs s'accordent à répartir les travaux d'Escher en deux parties : ceux réalisés avant 1937, et ceux produits à partir de cette année et où il commença à donner plus librement cours à l'expression de sa propre imagination.
Le premier groupe correspond à la période passée en Italie et en Suisse. Il reproduisait alors les paysages et l'architecture italienne en détail. Mais cette première période voit déjà des compositions propres à Escher avec une représentation toute personnelle du monde observé. On voit déjà apparaître l'utilisation double de contours: une délimitation de figures fonctionnant dans deux directions. Il travaillait sur la perspective curviligne qu'il appelle perspective cylindrique et qui sera décisive pour la création des décors représentant une rotation de caméra en dessin animé.
Dans la seconde période, Escher s'intéresse moins au monde réel. Il commence à lier différents aspects de l'espace et à faire, de plus en plus, un double usage des contours. Il répète parfois à l'infini les juxtapositions de figures tout en leur imprimant une métamorphose ou en utilisant la translation, la rotation, la réflexion ou l'homothétie. Ces compositions sont probablement les plus connues d'Escher, tout comme ses architectures impossibles.
Ses recherches le menèrent même à mettre le doigt sur les fractales.
Quant aux techniques utilisées, Escher utilisa presque exclusivement la découpe de bois jusqu'en 1929. La lithographie et la gravure sur bois l'intéresseront ensuite beaucoup plus.

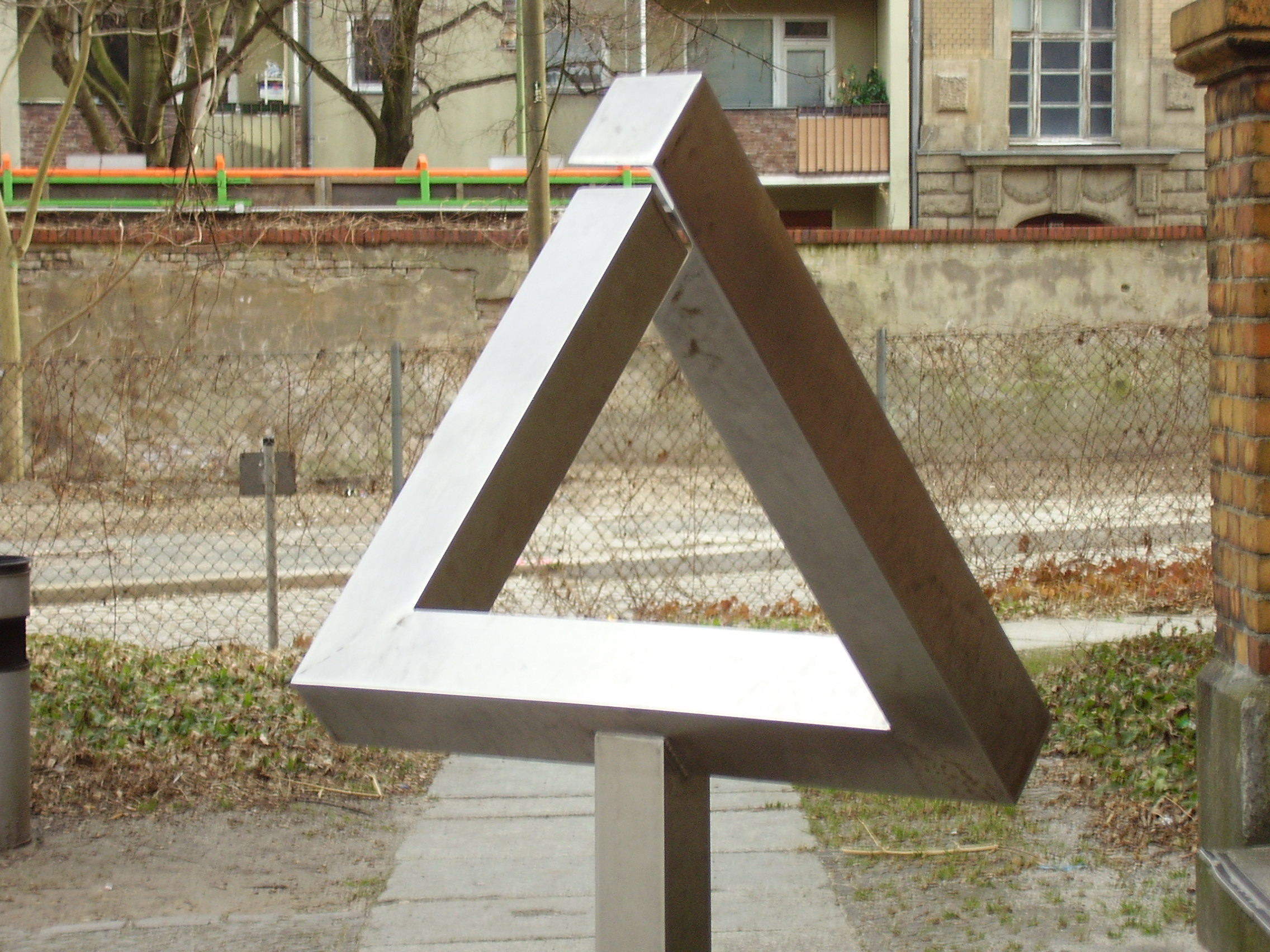
Montage de trois barres d'acier qui, sous un angle particulier, donne l'illusion d'un triangle de Penrose, objet impossible fréquent dans l'œuvre d'Escher.
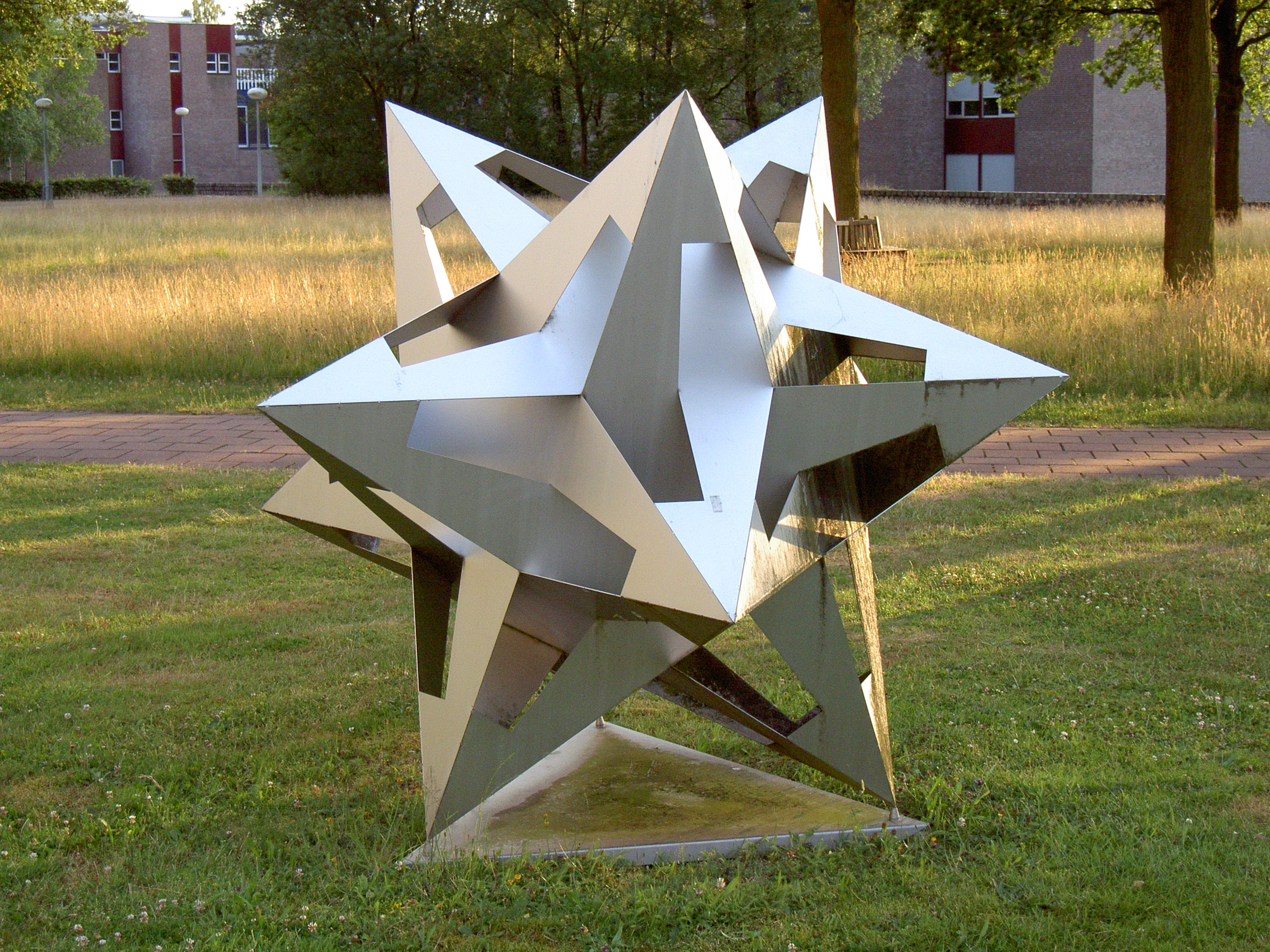
Sculpture du petit dodécaèdre étoilé qui apparait dans Gravitation.
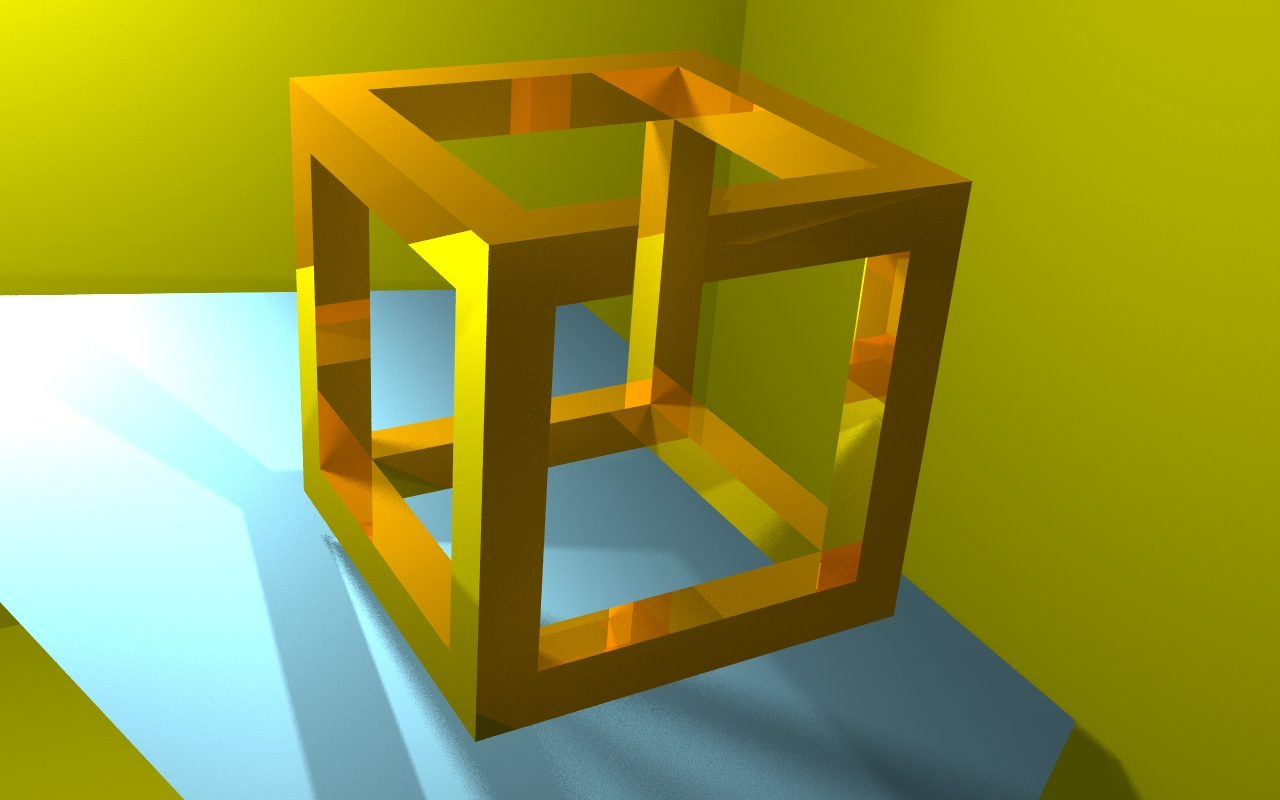
Le cube impossible.
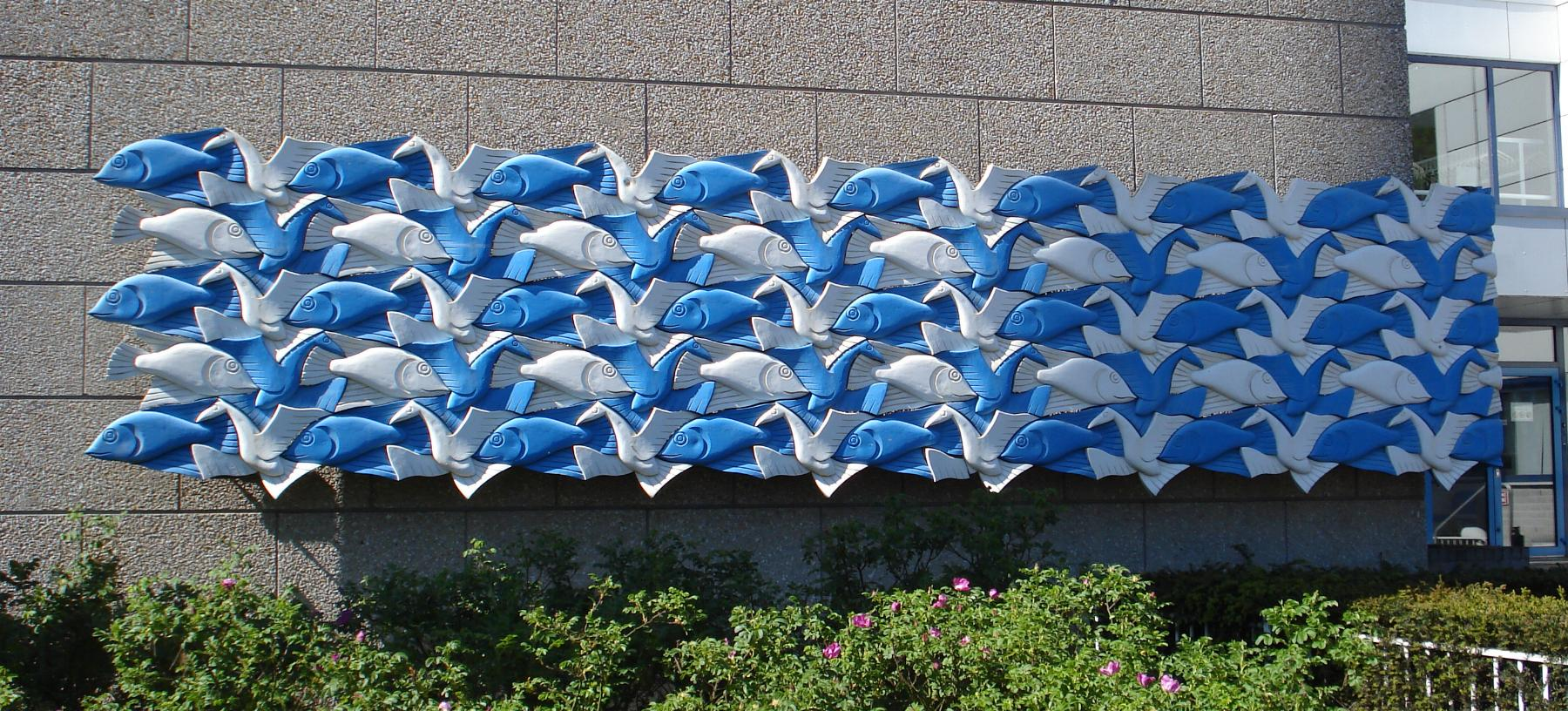
Sculpture.
Armes à l'Escher : Lezardé d'or, de gueules et de sinople.

## Droits

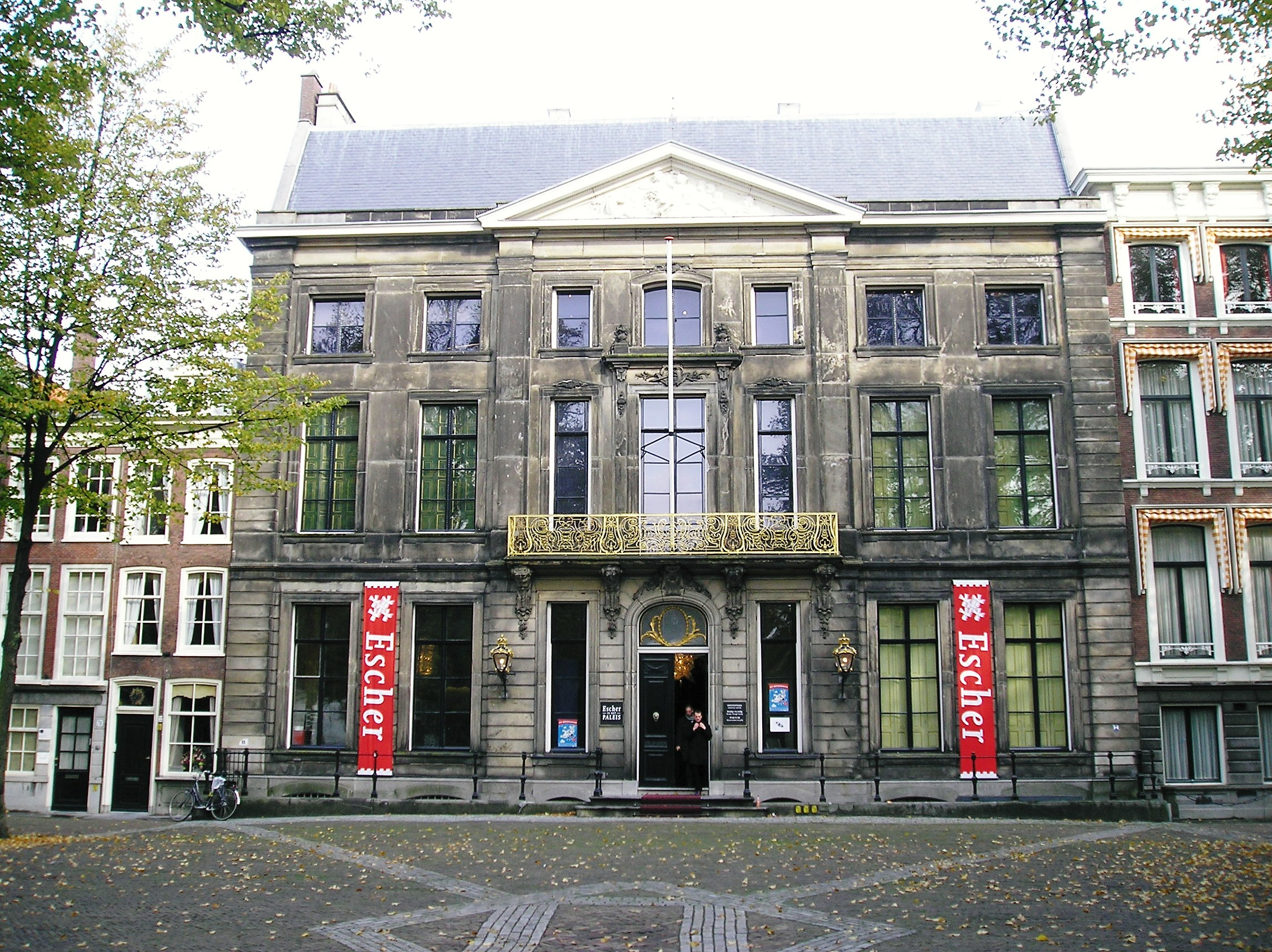
Façade du Musée Escher à La Haye, Pays-Bas.

En 1969, le conseiller d'affaires d'Escher, Jan W. Vermeulen, auteur d'une biographie de l'artiste, crée la M.C. Escher Stichting (Fondation M.C. Escher) et transfère à cette entité quasiment toutes les œuvres uniques d'Escher, ainsi que plusieurs centaines de ses tirages d'origine. La fondation prête ces œuvres au musée de La Haye. À la mort d'Escher, ses trois fils dissolvent la fondation et deviennent partenaires pour la propriété des œuvres. En 1980, cette société est vendue à un marchand d'art américain et au musée de La Haye. Le musée obtient la plus petite partie des œuvres, mais la totalité de la documentation.
Les trois fils d'Escher conservent les droits d'auteur, qu'ils vendent plus tard à Cordon Art, une société néerlandaise. Le contrôle de ces droits est ensuite transféré à la M.C. Escher Company B.V. de Baarn, qui délivre les droits d'utilisation sur toutes les œuvres d'Escher et sur ses textes écrits et oraux, ainsi que sur les marques. L'enregistrement de la marque « M.C. Escher » est initialement refusé aux États-Unis, mais la compagnie néerlandaise a obtenu gain de cause devant les tribunaux au motif que l'artiste ou ses héritiers ont le droit de détenir une marque sur son nom.
Une entité voisine, la Fondation M.C. Escher de Baarn, effectue la publicité des œuvres d'Escher en organisant des expositions, en publiant des livres et en produisant des films sur l'auteur et son travail.
Les principales collections institutionnelles d'œuvres originales de M. C. Escher sont détenues par le Escher Museum (une filiale du musée municipal de La Haye), la National Gallery of Art (Washington, États-Unis), le Musée des beaux-arts du Canada (Ottawa), le musée d'Israël (Jérusalem), l'Huis ten Bosch (Nagasaki, Japon) et la Bibliothèque publique de Boston.

## Influence
Gödel, Escher, Bach : Les Brins d'une Guirlande Éternelle de Douglas Hofstadter, publié en 1979, traite des idées d'auto-référence et de boucles étranges (en), puisant dans un vaste ensemble de travaux artistiques et scientifiques, dont l'œuvre de M. C. Escher et la musique de Jean-Sébastien Bach, afin d'illustrer les idées derrière les théorèmes d'incomplétude de Gödel.
L'astéroïde (4444) Escher est nommé en l'honneur de M. C. Escher en 1985.
Dans les jeux vidéo, Antichamber et Fragments of Euclid s'inspirent de l'œuvre d'Escher. La scène de début de ce dernier reproduit son estampe Relativité.
On trouve aussi une esthétique fortement inspirée par l'œuvre d'Escher dans la série de jeux mobile Monument Valley.
En 1986, le réalisateur Jean-Jacques Annaud explique sur le plateau de Spécial Cinéma que les travaux d'Escher ont influencé la création de la bibliothèque labyrinthique dans son film Le Nom de la rose, adaptation du roman éponyme d'Umberto Eco.
La marque de streetwear new-yorkaise Supreme propose à partir de mai 2017 huit articles reprenant le travail de Escher (casquettes, tee-shirts, hoodies, chemises..).
Dans son livre L'Animal fractal que je suis, l'artiste plasticien Jean-Claude Meynard fait une longue référence au travail de Escher, notamment à sa lithographie Montée et Descente.

## Œuvres
Au cours de sa vie, M.C. Escher réalise 448 lithographies et gravure sur bois, et plus de 2 000 dessins et esquisses. Il illustre également des livres, des tapisseries, des timbres et des œuvres murales.
Parmi les réalisations d'Escher :
- 1920 :
  - Arbres (encre de Chine)
  - Saint-Bavon, Haarlem (encre de Chine)
- 1921 : Flor de Pascua (gravure sur bois)
- 1922 : Huit têtes (gravure sur bois)
- 1923 : Dauphins (gravure sur bois)
- 1928 : Tour de Babel (gravure sur bois)
- 1930 :
  - Rue de Scanno, Abruzzes (lithographie)
  - Castrovalva (lithographie)
  - Le Pont (lithographie)
  - Palizzi, Calabre (gravure sur bois)
  - Pentedattilo, Calabre (lithographie)
- 1931 :
  - Atrani, côte d'Amalfi (lithographie)
  - Ravello et la Côte d'Amalfi (lithographie)
  - Allée couverte à Atrani, côte d'Amalfi (gravure sur bois)
- 1933 : Mer phosphorescente (lithographie)
- 1934 : Nature morte au miroir sphérique (lithographie)
- 1935 :
  - Autoportrait au miroir sphérique (lithographie)
  - Intérieur de Saint-Pierre (gravure sur bois)
  - Portrait de G. A. Escher (lithographie)
  - L'Enfer (lithographie, copie d'une peinture de Jérôme Bosch)
- 1936 :
  - Division régulière du plan (série de dessins continuée jusque dans les années 1960)
  - Nature morte et Rue (gravure sur bois, première réalité impossible)
- 1937 : Métamorphose I (gravure sur bois)
- 1938 :
  - Jour et Nuit (gravure sur bois)
  - Cycle (lithographie)
  - Ciel et Eau I (gravure sur bois)
  - Ciel et Eau II (lithographie)
- 1939-1940 : Métamorphose II (gravure sur bois)
- 1942 : Verbum (Terre, Ciel et Eau) (lithographie)
- 1943 :
  - Reptiles (lithographie)
  - Fourmi (lithographie)
- 1944 : Rencontre (lithographie)
- 1945 :
  - Colonnes doriques (gravure sur bois)
  - Trois sphères I (gravure sur bois)
- 1946 :
  - Miroir magique (lithographie)
  - Trois sphères II (lithographie)
  - Un autre monde (manière noire)
  - Œil (manière noire)
- 1947 :
  - Un autre monde (gravure sur bois et gravure sur bois)
  - Cristal (manière noire)
- 1948 :
  - Mains dessinant (lithographie)
  - Goutte de rosée (manière noire)
  - Étoiles (gravure sur bois)
- 1949 : Double Planétoïde (gravure sur bois)
- 1950 :
  - Ordre et Chaos (Contraste) (lithographie)
  - Surface ondulée (gravure sur bois)
- 1951 :
  - Enroulement (lithographie)
  - Maison aux escaliers (lithographie)
  - Maison aux escaliers II (lithographie)
- 1952 :
  - Flaque (gravure sur bois)
  - Gravitation
  - Dragon (lithographie et aquarelle)
  - Division cubique de l'espace (lithographie)
- 1953 : Relativité (lithographie)
- 1954 : Planétoïde tétraédrique (gravure sur bois)
- 1955 :
  - Rose des vents (Ordre et Chaos II) (lithographie)
  - Convexe et Concave (lithographie)
  - Trois mondes (lithographie)
- 1956 : Galerie d'impression (lithographie)
- 1957 :
  - Mosaïque II (lithographie)
  - Cube aux rubans magiques (lithographie)
- 1958 :
  - Belvédère (lithographie)
  - Spirales sphériques (gravure sur bois)
- 1959 : circle limitt 3
- 1960 : Montée et Descente (lithographie)
- 1961 : Chute d'eau (lithographie)
- 1963 : Ruban de Möbius II (Fourmis rouges) (gravure sur bois)
- 1966 : Nœud (pinceau et crayon)
- 1967–1968 : Métamorphose III (gravure sur bois)
- 1969 : Serpents (gravure sur bois)